# Comitatul Pojon
Comitatul Pojon, cunoscut și ca Varmeghia Pojonului (în maghiară Pozsony vármegye, în germană Komitat Preßburg, în latină Comitatus Posoniensis, în slovacă Prešpurská župa), a fost o unitate administrativă a Regatului Ungariei din secolul al IX-lea și până în 1920. În anul 1920, prin Tratatul de la Trianon, teritoriul acestui comitat a fost împărțit între Slovacia și Ungaria. Teritoriul său se află actualmente în vestul Slovaciei și în nord-vestul Ungariei. Capitala comitatului a fost orașul Pojon (în maghiară Pozsony, în germană Pressburg, anterior Preßburg, în slovacă Prešporok), azi Bratislava.

## Geografie
Comitatul Pojon se învecina la nord-vest cu landul austriac Austria Inferioară, la nord și est cu Comitatul Nyitra (Nitra), la sud cu comitatele Komárom (Komárno) și Győr și la sud-vest cu Comitatul Moson. El era situat între râurile Morava (la vest), Dunărea (la sud) și Váh (la est). Partea sudică a Carpaților mici diviza comitatul în două părți. El acoperea o mare parte a insulei cunoscută astăzi ca Žitný ostrov între Dunărea și Dunărea Mică. Suprafața comitatului în 1910 era de 4.370 km², incluzând suprafețele de apă.

## Istorie
Un predecesor al comitatului Pojon a existat deja din secolul al IX-lea, în perioada existenței statului Moravia Mare. Comitatul Pojon a devenit comitat ungar în jurul anului 1000 sau chiar mai înainte, când teritoriul său a fost cucerit de Regatului Ungariei. El a fost unul dintre primele comitate întemeiate în Regatul Ungariei. Teritoriul său cuprindea aproximativ regiunile actuale Bratislava și Trnava. Capitalele comitatului au fost Castelul Pojon (Castelul Bratislava) și Somorja (Šamorín), iar din secolul al XVIII-lea a devenit orașul Pojon (azi Bratislava).
De-a lungul istoriei sale s-a aflat printre cele mai prospere teritorii ale Ungariei și până la sfârșitul secolului al XVIII-lea a fost deosebit de dezvoltată economic și de prospere. În secolele al XVIII-lea și al XIX-lea, populația era formată din slovaci (în principal în partea de nord), maghiari (în special în sud), germani (în principal la Bratislava și în orașele mari) și croați (în special în suburbiile Bratislavei).
La sfârșitul Primului Război Mondial, o mare parte a comitatului Pojon a devenit parte componentă a noului stat Cehoslovacia, aceste modificări de granițe fiind recunoscute prin Tratatul de la Trianon (1920). El a continuat să existe până în 1927 sub denumirea de comitatul Bratislava, în cadrul Cehoslovaciei, dar a avut atribuții complet diferite și granițe parțial modificate. O mică parte de la sud de Dunăre a rămas parte a Ungariei și a făcut parte din județul Győr-Moson-Pozsony.
Ca urmare a prevederilor controversatului Prim Arbitraj de la Viena, partea de sud-est a fostului comitat (Žitný ostrov, Senec, Galanta) a devenit parte a Ungariei în noiembrie 1938. După cel de-al doilea război mondial, granițele stabilite prin Tratatul de la Trianon au fost restaurate, iar regiunea a revenit iarăși Cehoslovaciei. 
În 1993, Cehoslovacia s-a divizat și regiunea Bratislava a devenit parte a Slovaciei.

## Demografie
În 1910, populația comitatului era de 389.700 locuitori, dintre care: 
- Slovaci -- 166.017 (42,60%)
- Maghiari -- 163.367 (41,92%)
- Germani -- 53.822 (13,81%)
- Croați -- 1.934 (0,49%)

## Subdiviziuni
La începutul secolului 20, subdiviziunile comitatului Pojon erau următoarele:
| Districte (járás)                            | Districte (járás)                  |
| District                                     | Capitală                           |
| -------------------------------------------- | ---------------------------------- |
| Dunaszerdahely                               | Dunaszerdahely --- Dunajská Streda |
| Galánta                                      | Galánta --- Galanta                |
| Malacka                                      | Malacka --- Malacky                |
| Nagyszombat                                  | Nagyszombat --- Trnava             |
| Pozsony                                      | Pozsony --- Pojon, azi Bratislava  |
| Somorja                                      | Somorja --- Šamorín                |
| Szenc                                        | Szenc --- Senec                    |
| Comitate urbane (törvényhatósági jogú város) |                                    |
| Pozsony --- Pojon, azi Bratislava            |                                    |
| Districte urbane (rendezett tanácsú város)   |                                    |
| Bazin --- Pezinok                            |                                    |
| Modor --- Modra                              |                                    |
| Nagyszombat --- Trnava                       |                                    |
| Szentgyörgy --- Svätý Jur                    |                                    |